# Quint Sulpici Camerí
Quint Sulpici Camerí (en llatí Quintus Sulpicius Ser. F. Ser. N. Camerinus Cornutus) va ser un magistrat romà. Formava part de la gens Sulpícia, una antiga família romana d'origen patrici. Va viure al segle i aC i a començaments del segle i.
Va ser cònsol l'any 9 amb Gai Poppeu Sabí sota August. Ovidi el menciona i diu que era poeta.